# Giourkas Seitaridis
Georgios "Giourkas" Seitaridis (grekiska Γιούρκας Σειταρίδης), född 4 juni 1981 i Pireus, är en grekisk före detta fotbollsspelare (försvarare).
Seitaridis spelade sin första landskamp för Grekland 2002 mot Sverige och var med i den trupp som vann fotbolls-EM 2004. Han har spelat i PAS Giannina och Panathinaikos FC i Grekland, FC Porto i Portugal och Dynamo Moskva i Ryssland.
Seitaridis talar grekiska, ryska, portugisiska och spanska.

## Meriter
Panathinaikos
- Grekiska Superligan: 2004, 2010
- Grekiska cupen: 2004, 2010

Porto
- Interkontinentalcupen: 2004
- Portugisiska Supercupen: 2004

Grekland
- EM-Guld: 2004
- Uttagen i "UEFA Team of the Tournament" under EM-slutspelet 2004